# Erik van Muiswinkel
Frederik Leendert (Erik) van Muiswinkel (Eemnes, 4 augustus 1961) is een Nederlandse cabaretier, acteur, schrijver en vertaler.

## Biografie
Van Muiswinkel werd geboren in Eemnes en groeide op in Haarlem. Hij studeerde Nederlands aan de Universiteit van Amsterdam en was daar tussen 1982 en 1984 redacteur van het Amsterdamse studentenweekblad Propria Cures. Zijn theatercarrière begon in 1985 met de cabaretgroep Zak en As, waar ook Diederik van Vleuten vanaf 1988 deel van uitmaakte. Vanaf 1991 schreef en speelde hij in uiteenlopende theaterprogramma’s. Ook trad hij op in kinderconcerten met Nol Havens en VOF de Kunst. Sinds De Heldenlul (1993) is Paul Remmelts (Kampen, 1955) zijn vaste geluids- en lichttechnicus en gitarist.
Van Muiswinkel werkt sinds 1985 samen met impresariaat Bunker Theaterzaken, voorheen Harry Kies Theaterproducties. Daarnaast wordt hij sinds 2005 vertegenwoordigd door Julia Wolff Management.
Buiten het theater werd hij als acteur en presentator bekend in tv-programma’s als het Sinterklaasjournaal (sinds 2001), de Landelijke intocht van Sinterklaas, Ook Dat Nog!, Kopspijkers en Studio Spaan. Vermaard zijn zijn persiflages van onder vele anderen Anton Geesink, Nelson Mandela, PSV-icoon Harry van Raaij, Willem Oltmans en drs. P.. Dit bereikte een culminatie in zijn versie van het lied De nozem en de non. In 2008 voerde hij actie tegen de Olympische Spelen in China. In 2015 stapte hij op bij de Sinterklaasprogramma’s van de NPO naar aanleiding van de controverse rond de Zwarte Piet-figuur.
Erik van Muiswinkel is getrouwd, heeft drie kinderen en een kleinzoon en woont in Haarlem. Hij is de zoon van wijlen Freek van Muiswinkel

## Theater
- 2024 Sinterklaas in Het Grote Sinterklaasfeest in Openluchttheater Hertme
- 2024 Robin Hood, met Phion en Theater Sonnevanck
- 2022 Moojen ligjes in de lugt, met Guus van Marwijk
- 2019 Buigt allen mee voor drs. P, met Guus van Marwijk
- 2018 De Oplossing, soloprogramma
- 2016 Erik en Justus Vertellen een Film, regie Minou Bosua en Maarten Wansink, met Justus van Oel en Sarah Janneh
- 2015 De Olieworstelaar, soloprogramma
- 2013 Schettino!, met Omnibuzz
- 2012 Het Eerlijke Verhaal, Oudejaarsconference (uitgezonden VARA TV), regie Patrick Stoof, met Sanne Wallis de Vries, Rob Urgert, Joep van Deudekom, Niels van der Laan en Jeroen Woe.
- 2011 Scrooge, Kerstproductie Schouwburg Haarlem, regie Bruun Kuyt
- 2011 4-8-'61, met Omnibuzz
- 2011 Robin Hood [Lustrum Theater De Harmonie Leeuwarden], regie Titus Tiel Groenestege, met o.a. De Ploeg (theatergroep), Ria Marks, Wende Snijders, Ali B. en Paul van Vliet
- 2010 Gedoog Hoop & Liefde, Oudejaarsconference (uitgezonden VARA TV), regie Pieter Tiddens, met Sanne Wallis de Vries, Niels van der Laan, Jeroen Woe, Mike Boddé, Thomas van Luyn en Ronald Goedemondt
- 2009 Mannen, het Allerbeste, regie Berend Boudewijn, met Diederik van Vleuten
- 2008 Ben Hur, regie Moniek Merkx, met De Ploeg (theatergroep), Beppie Melissen en Sophie van Winden
- 2007 Welkom in mijn Hoofd, met Omnibuzz
- 2006 Prediker en Hooglied, regie Kees Prins, met Diederik van Vleuten
- 2004 Antiquariaat Oblomow, regie Kees Prins, met Diederik van Vleuten
- 2002 Mannen met Vaste Lasten, regie Kees Prins, met Diederik van Vleuten
- 2001 Apekooien, met VOF de Kunst
- 1999 Mannen op de Maan, met Diederik van Vleuten
- 1998 Vanaf Hier Nog Vijf Kwartier, met VOF de Kunst
- 1997 Mannen van de Wereld, regie Pieter Bouwman, met Diederik van Vleuten
- 1997 Ik ben lekker stout, met VOF de Kunst
- 1996 Dag Giraf, met VOF de Kunst
- 1995 De Mensenvriend, regie Genio de Groot, tekst Justus van Oel, soloprogramma
- 1993 De Heldenlul, regie Maarten Wansink, met Margôt Ros
- 1990 Zak en As Ontkent Alles, regie Maarten Wansink, Zak en As
- 1989 De Nationaal Kampioen, regie Fred Florusse, Zak en As
- 1987 Het Nut van de Neushoorn, regie Fred Florusse, Zak en As
- 1986 Hij is Justus, wij zijn Erik, regie Ineke ter Heege, Zak en As

## Filmografie

### Film
- 2023 Ruby Kiewmans, Tiener met Tentakels (Ruby Gillman,Teenage Kraken). Stemacteur ‘Piet Hein Vuurtoren’
- 2022 Foodies. Acteur ‘Arjan’, regie Mannin de Wildt
- 2016 Huisdiergeheimen (The Secret Life of Pets). Stemacteur ‘Pops’
- 2006 Beesten bij de Buren (Over the Hedge). Stemacteur: ‘RJ’
- 2004 Pluk van de Petteflet (film). Acteur ‘De Majoor’, regie Burny Bos
- 2004 In Oranje. Acteur ‘KNVB coach’, regie Joram Lürsen
- 2001 Atlantis. Stemacteur: ‘Vinny’
- 2000 Keizer Kuzko (The Emperor’s Groove). Stemacteur: ‘Kronk’

### Televisie
- 2023: Hotel Hollandia (BNNVARA)
- 2014-2016: Cojones (VARA)
- 2013-2014: Van Zon op Zaterdag (BNNVARA)
- 2011-2013: TatataTaal (KRO)
- 2003: Beter van Niet (RVU), met Jeroen van Merwijk
- 2001: Mannen voor vrouwen (RVU), eerste serie, met Jeroen van Merwijk
- 2001-2015: Sinterklaasjournaal (NPS) met Bram van der Vlugt en Stefan de Walle
- 2000-2002: Studio Spaan (VARA) met Henk Spaan en Diederik van Vleuten
- 1999: De Club van Sinterklaas (Fox Kids) met Michiel Kerbosch en Don van Dijke
- 1996-2005: Kopspijkers (VARA) met Jack Spijkerman
- 1993: Kinderen voor Kinderen Festival (VARA)
- 1991-1993: Megabrein (KRO)
- 1991: Ik heb al een boek (KRO), met Aad van den Heuvel
- 1989-1991: Ook dat nog! (KRO)
- 1989-1990: Schooltv-weekjournaal (NOS)

## Radio
- 1996-1998: Spijkers met koppen (VARA)
- 1994: Andermans Veren (AVRO)

## Publicaties
- 2023: Vertaling van de musical Frozen
- 2021: Uit de lucht gevallen. Antoine de Saint-Exupéry en het onwaarschijnlijke succes van De Kleine Prins [Ad. Donker]
- 2021: De kleine prins. Nieuwe vertaling van De kleine prins van Antoine de Saint-Exupéry, nieuwe vertaling [Ad. Donker]
- 2016: De ongrijpbare dromen van Harry S. Visscher. Illustraties van Nicole de Cock [Brederode Pers]
- 2014: In Haarlem Laten Ze Alles Staan. Twee lezingen voor het Noord-Hollands Archief, met Louis Schouten en Boudewijn Büch [De Hof van Jan]
- 2007: Verzamelde Mannen. Teksten en documenten van drie theatershows, met Diederik van Vleuten [De Bezige Bij]
- 2006: A Splendid Day to Buy a Book / Liederen uit de theatershow Antiquariaat Oblomow, met Diederik van Vleuten [Aenigma]
- 1996: Spijkers met Koppen [scenes uit het radioprogramma] Novella, met Jeroen van Merwijk, Jack Spijkerman en Diederik van Vleuten
- 1991: Man Laat Zich Oor Aanlijmen: de sterkste verhalen uit de krant, met Thecla Bakker [Prometheus]
- 1987: (en later) songteksten voor Nol Havens en VOF de Kunst, o.a. Eén kopje koffie, Wat Staat Er In Het Grote Boek en Retour Sneek

## Interviews/ documentaires
- 2023: Kunststof (programma) (AVRO radio en podcast) afl.13 februari, met Gijs Groenteman [1]
- 2022: De Geboden van Slagter en Dresselhuys (podcast, afl. 2 oktober), met Jan Slagter en Cisca Dresselhuys [2]
- 2021: Zo maak je een cabaretprogramma (podcast afl 16), met Silvester Zwaneveld [3]
- 2020: Elektra (podcast afl. 38), met Wouter Monden [4]
- 2020: Wilde Haren (podcast, S07 E01), met Vincent ‘Jiggy Djé’ Patty [5]
- 2020: TV Monument Erik van Muiswinkel (NPO TV), met Han Peekel [6]
- 2020: Verborgen verleden (NPO TV) [7]
- 2017: Interview Café Weltschmerz, met Hans Moll [8]
- 2013: TV Monument Kopspijkers (NPO TV) met Han Peekel en Jack Spijkerman [9]
- 2012: Adieu God? (MAX TV), met Tijs van den Brink [10]

## Prijzen
- 2025: Musical Award voor de beste vertaling, voor Disney's Frozen de musical, Stage Entertainment
- 2022: Musical Award voor Best Vertaalde Script, voor Disney’s Aladdin (musical), Stage Entertainment [11]
- 2014: Poelifinario (cabaretprijs)voor Schettino, regie Jeroen Woe, met Omnibuzz: Andries Eleveld, Arie van der Wulp, Joop van Dijk en André van der Hoff [12]
- 2001: Annie M.G. Schmidt-prijs voor ‘Tibetlied’, met Diederik van Vleuten [13]
- 1994: Zilveren Reissmicrofoon voor het radioprogramma Andermans Veren, met Kick van der Veer [14]
- 1991: Scheveningen Cabaretprijs voor ‘Zak en As Ontkent Alles’, met Justus van Oel en Eric Eijgenraam [15]
- 1990: Televiziering voor Ook Dat Nog, met Aad van den Heuvel, Sylvia Millecam, Hans Böhm en Gregor Frenkel Frank [16]
- 1985: Winnaar Leids Cabaret Festival cabaretgroep Zak en As, met Justus van Oel en Eric Eijgenraam [17]